# Naif Masoud
Naif Masoud (Riad, 8 de enero de 2001) es un futbolista saudita que juega en la demarcación de centrocampista para el Al-Fateh SC de la Liga Príncipe Mohammad bin Salman.

## Selección nacional
Hizo su debut con la selección de fútbol de Arabia Saudita, en un partido de la Copa de Naciones del Golfo de 2023 contra Yemen que finalizó con un resultado de 0-2 a favor del combinado saudita tras un gol de Musab Al-Juwayr y otro del propio Sumayhan Al-Nabit.

## Clubes
| Club                  | País           | Año       | Partidos | Goles |
| --------------------- | -------------- | --------- | -------- | ----- |
| Al-Qadisiyah FC       | Arabia Saudita | 2023-2024 | 0        | 0     |
| Khaleej Club (cedido) | Arabia Saudita | 2024      | 12       | 0     |
| Al-Fateh SC           | Arabia Saudita | 2024-     | 5        | 0     |